# Kuriakose (Name)
Kuriakose (ausgesprochen: കുര്യാക്കോസ്   [Kuriakos]) ist ein häufiger männlicher Vorname und Familienname unter den Thomaschristen, hauptsächlich aus dem zentralen Teil des Bundesstaates Kerala in Indien und der Umgebung. Der Name Kuriakose hat seine Wurzeln im griechischen Kyrios, was „Meister“, „Herr“, „Macht“ oder „Autorität“ bedeutet, davon wird das Wort Kyriakos abgeleitet, was „des Herrn“ oder „Vom Herrn gekommen“ bedeutet.
Der Name Cyriacus im alten Rom wird als Entsprechung des griechischen Kyriakos angesehen, beide Namen sind möglicherweise über Syrien und durch die vielfältigen Handelsbeziehungen, die Kerala mit europäischen Nationen unterhielt, nach Kerala gekommen.

## Verschiedene Formen des Namens Kuriakose
| Namen                                                 | Bereiche der Konzentration                                                                                             |
| ----------------------------------------------------- | --- |
| Kuriakose/Kuryakose/Kuriyakose/Kurian/Kurien          | Indien (Südwesten) |
| Kuryakus/Kuryakos/Quriakos/Quryaqos/Kiryakos/Koriakos | Irak (Ninive-Ebene), Türkei (östliche Region), Iran (Region um Urmia), Syrien (Nordöstliche Region), Libanon, Armenien |
| Kyriakos/Kuriakos/Kiryakos                            | Griechenland, Israel, Palästina                                                                                        |
| Cyriacus/Cyricus                                      | Italien |
| Cyr                                                   | Frankreich |
| Kyriacos                                              | Ägypten |